# 3-甲氧基黄酮
3-甲氧基黄酮是一种有机化合物，化学式为C16H12O3。它可由3-羟基黄酮和碘甲烷在碳酸钾存在下反应制得。它和劳森试剂反应，可以得到3-甲氧基硫代黄酮。